# Coccothrinax ekmanii
Coccothrinax ekmanii är en enhjärtbladig växtart som beskrevs av Karl Ewald Maximilian Burret. Coccothrinax ekmanii ingår i släktet Coccothrinax och familjen Arecaceae. IUCN kategoriserar arten globalt som otillräckligt studerad. Inga underarter finns listade i Catalogue of Life.